# 안권수
안권수(安権守, 1993년 4월 19일 ~ )는 전 KBO 리그 롯데 자이언츠의 외야수이다.

## 일본 독립야구 시절
2014년에 군마 다이아몬드 페가수스에 입단하였다.

## 한국 프로야구 시절

### 두산 베어스시절
2020년에 입단하였다. 2020년 5월 5일 LG전에 출전하며 데뷔 첫 경기를 치렀고, 경기 후반에 대주자로 출전해 타석에는 들어서지 못했다. 첫 해 총 68경기에 주로 대수비와 대주자로 출전해 2할대 타율을 기록했고, 2022년에는 2할대 타율, 71안타, 20타점, 43득점을 기록했다.

## 롯데 자이언츠시절
2022년 12월에 입단하였다. 팀에서는 "팀 외야진 강화에 기여할 것으로 판단해 영입했다"고 밝혔다.

## 배우자
- '미야타니 유에'(宮谷 優恵)[1]'(2020년~)

## 트리비아
- 재일교포 3세 출신으로서 일본식 통명은 '야스다 콘스(安田 権守, やすだ こんす)'이다.

## 출신 학교
- 타가사초등학교
- 키시중학교
- 와세다실업고등학교
- 와세다대학교

## 통산 기록
| 연도 | 팀명  | 타율  | 경기 | 타수 | 득점 | 안타 | 2루타 | 3루타 | 홈런 | 루타 | 타점 | 도루 | 도실 | 볼넷 | 사구 | 삼진 | 병살 | 실책 |
| ---- | ----- | ----- | ---- | ---- | ---- | ---- | ----- | ----- | ---- | ---- | ---- | ---- | ---- | ---- | ---- | ---- | ---- | ---- |
| 2020 | 두산  | 0.270 | 68   | 37   | 10   | 10   | 0     | 0     | 0    | 10   | 3    | 2    | 1    | 2    | 0    | 5    | 1    | 0    |
| 2021 | 두산  | 0.238 | 87   | 42   | 17   | 10   | 0     | 1     | 0    | 12   | 4    | 3    | 0    | 3    | 0    | 3    | 0    | 0    |
| 2022 | 두산  | 0.297 | 76   | 239  | 43   | 71   | 7     | 2     | 0    | 82   | 20   | 3    | 4    | 26   | 1    | 40   | 6    | 7    |
| 통산 | 3시즌 | 0.286 | 231  | 318  | 70   | 91   | 7     | 3     | 0    | 104  | 27   | 8    | 5    | 31   | 1    | 48   | 7    | 7    |